# 럼비족

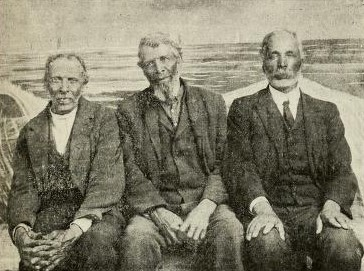

럼비족(Lumbee)은 노스캐롤라이나주에 주로 거주하는 미국 원주민 민족의 하나이다. 연방 공인 부족은 아니나, 노스캐롤라이나주에서는 "노스캐롤라이나 럼비 부족"(Lumbee Tribe of North Carolina)이라는 이름으로 이들의 부족 정부를 주 단위에서 공인하고 있으며 약 55,000명이 여기에 소속되어 있다. 로브슨군(Robeson County)을 지나는 럼버강(Lumber River)에서 이름이 유래했으며 노스캐롤라이나의 펨브로크(Pembroke) 시가 이들의 경제, 문화, 정치적 중심지 역할을 한다.

## 문화
럼비족은 영어나 미국 인디언 영어의 일종인 "럼비 영어"라는 토속 언어를 구사한다. 언어학자들은 럼비족의 조상이 1700년대 초 이전까지 영어를 받아들이기 전에는 원래 수어족 계통의 체로어를 사용했던 부족이었을 것이라고 추측한다. 이들은 일찍이 영어를 사용하는 유럽인들과 접촉하여 이미 토착 언어를 버리고 영어를 받아들였으며, 1730년경 영국 정착민 집단과 조우했을 때 정착민들은 영어를 사용하는 대규모 원주민 집단의 존재에 놀랐다고 전해진다.

## 같이 보기
- 투스카로라족
- 투텔로족